# J Christ
J Christ è un singolo del rapper statunitense Lil Nas X, pubblicato il 12 gennaio 2024 tramite la casa discografica Columbia.

## Antefatti e promozione
Il 3 gennaio 2024 Lil Nas X ha annunciato la pubblicazione del suo prossimo singolo, prevista per il 12 gennaio successivo. Il rapper ha poi fornito nuovi indizi sull'inizio di una sua nuova era musicale, realizzando un sito web contenente simboli religiosi e satanici e chiedendo ai suoi fan di "salvarlo". L'8 gennaio, attraverso le sue pagine social, il rapper ha confermato J Christ come titolo del brano, condividendo anche la sua copertina.
Il brano contiene interpolazioni di Bloodline di Ariana Grande e Sally Walker di Iggy Azalea, entrambi del 2019.

## Video musicale
Il video musicale di accompagnamento di J Christ è stato auto-prodotto e auto-diretto dallo stesso Lil Nas X e le riprese hanno avuto luogo a Città del Messico. Il video musicale è stato pubblicato in concomitanza con il singolo, il 12 gennaio 2024, e inizia con alcune comparse che ricordano le celebrità Taylor Swift, Ed Sheeran, Mariah Carey, Oprah Winfrey e l'ex Presidente degli Stati Uniti d'America Barack Obama che camminano in fila indiana in direzione per il Paradiso. Il video poi si mostra Lil Nas X che cammina all'interno del Paradiso non appena le sue porte si aprono, incontrando una personalità che ricorda Michael Jackson mentre effettua il suo famoso moonwalk, per poi vedere la visuale spostarsi all'Inferno e inquadrare un Lil Nas X tra gli inferi che cuoce in un calderone delle parti umane. La scena poi si sposta nuovamente in Paradiso, dove Lil Nas X gioca una partita di basket contro Satana. L'inquadratura successiva mostra Lil Nas X che viene crocifisso, in una similitudine che rimanda alle vicissitudini di Gesù, e sotto di lui una folla che lo elogia. La scena successiva mostra lo stesso rapper mentre tosa il manto di una pecora, per poi cambiare inquadratura e mostrare lo stesso durante l'ingresso a un evento di moda mentre indossa un mantello di lana. La scena successiva si ricollega al simbolismo biblico, in quanto il rapper impersona Noè che guida gli animali verso la sua arca per salvarli dalle alluvioni. Il video termina con il rapper che naviga con la sua arca in nuovo mondo interamente allagato e viene poi mostrata la scritta Day Zero - A New Beginning (Giorno zero - Un nuovo inizio).

## Tracce
Testi e musiche di Montero Hill, Blake Slatkin, Mike Lévy e Omer Fedi.
1. J Christ – 2:33

## Classifiche
| Classifica (2024) | Posizione massima |
| ----------------- | ----------------- |
| Canada            | 67                |
| Regno Unito       | 59                |
| Stati Uniti       | 69                |